# Андріївська вулиця (Житомир)
Андріївська вулиця — вулиця на Крошні до села Сонячне.

## Розташування
Вулиця починається від вулиці Покровської і прямує на північний захід до села Сонячне. Закінчується в межах Житомира і продовжується вулицею Ігоря Сікорського.
Довжина вулиці — 900 метрів.

## Транспорт
- Автобус № 110 .